# Internacionalização da floresta Amazônica

Floresta amazônica (em branco) e bacia amazônica (em azul)

Discussões relativas ao estudo e à exploração da Amazônia em conjunto com potências estrangeiras contribuíram para o surgimento do tema internacionalização da Amazônia ou da soberania da floresta amazônica. Em uma evolução histórica, destacam-se o projeto para transferência de escravos norte-americanos alforriados para a região; o Bolivian Syndicate; Instituto Internacional da Hileia Amazônica; e o Projeto Grandes Lagos do Hudson Institute.
A afirmação e a evolução do movimento ambientalista nos anos 1960 e 1970 levaram a questionamentos a respeito da capacidade dos países amazônicos garantirem a preservação da região. Isso levou a uma reação por parte dos governos locais, formalmente representada pelo Tratado de Cooperação Amazônica (TCA - 1978), cujos princípios fundamentais são a soberania, a equidade, o desenvolvimento harmônico e a cooperação.
As atividades de muitas ONGs ambientalistas estrangeiras na região amazônica causaram questionamentos sobre a soberania do governo brasileiro sobre a floresta. Entretanto, essa visão pessimista relativa às ONGs estrangeiras, contém exageros. Rubens Ricupero, diplomata brasileiro com atuação relevante na negociação do Tratado de Cooperação Amazônica, chegou a se posicionar de maneira incisiva contra a culpa exacerbada atribuída às entidades não governamentais por problemas de má condução de políticas públicas a respeito da Amazônia no Brasil: "não conheço ONG estrangeira que tenha posto fogo em um metro quadrado ou se apoderado, com documentos falsos, de um metro quadrado de terras da União, feito pecuária, matado índios, invadido reservas para extrair mogno ou ouro.
E há um dossiê fartíssimo, se poderia fazer um livro negro da Amazônia com crimes cometidos nos últimos 30 ou 40 anos por muitos brasileiros "civilizados". De mil casos, se houver um em que o indivíduo foi preso, é muito. Se o Exército e o governo querem impedir as atividades ilícitas, porque não reprimem estas? Há uma xenofobia absurda nesse caso. E se fosse verdade que estrangeiro é tão ruim, por que o Banco Central eliminou as taxas para entrada de capitais especulativos?" (entrevista concedida à Revista Fórum, n. 63, jun. 2008).
Levando em consideração as diferentes óticas de análise sobre uma possível internacionalização da Amazônia, P. H. Faria Nunes identifica três percepções sobre o assunto: geopolítica, ambientalista e técnico-científica-informacional. "A percepção geopolítica é a mais antiga e remonta ao século XIX. O despertar da cobiça estrangeira pela Floresta Tropical ocorre em virtude de duas constatações principais: em primeiro lugar, pela possibilidade da região abrigar excedentes populacionais de outras partes do mundo e se tornar uma zona produtora de alimentos; em segundo, por ser uma extensa porção territorial com grandes reservas de recursos estratégicos (v.g., água, petróleo, gás, ferro, manganês, bauxita, urânio, biodiversidade). Nessa linha interpretativa, faz-se presente o receio da capitulação da região pela via militar e pela pressão direta e aberta de grandes potências. [...] Para a percepção ambientalista, as tentativas de internacionalização e/ou ocupação centram seus argumentos em problemas ecológicos e humanitários, tais como sua importância para o equilíbrio do sistema meteorológico global (pluviometria, equilíbrio térmico) e a inaptidão dos Estados amazônicos empreenderem políticas socioambientais eficientes"
"A percepção técnico-científico-informacional está mais voltada para investidas indiretas. A necessidade de investimentos pode ter por consequência a flexibilização das normas sobre propriedade intelectual (patentes), acesso aos recursos naturais, aquisição de terras e abertura de setores estratégicos a companhias estrangeiras (telecomunicação, energia, água). Portanto, a conquista pode ser feita de dentro para fora, de modo que os conflitos interestatais diretos se tornem dispensáveis; a colonização formal – relação metrópole-colônia – não é um mecanismo tão interessante como fora outrora pois implica compromissos sociais para o conquistador que, por sua vez, não tem interesse em gastos dessa natureza. Dentre as possíveis táticas a serem contra-atacadas pelos Estados amazônicos listam-se: a associação desmedida do capital externo ao capital nacional; o financiamento de campanhas eleitorais de representantes (porta-vozes) dos interesses de investidores/colonizadores; o subsídio a centros de pesquisa científica; o aliciamento de pesquisadores e detentores de conhecimento tradicional (caboclos, mateiros, sertanistas, índios)".
Em 2001, apareceu na internet uma montagem de uma página de um livro escolar fictício "sobre um plano para transformar a Amazônia em uma reserva internacional". Apesar das evidências de fraude, a imagem se disseminou a tal ponto que chegou a ser reproduzido em um clipping distribuído pela Sociedade Brasileira para o Progresso da Ciência, "o que obrigou a Embaixada do Brasil nos EUA a apontar a fraude. Apesar disso, o spam circula até hoje."
Sobre o assunto, Cristovam Buarque publicou em 2000 no jornal O Globo o artigo "A internacionalização do mundo" que foi traduzido para vários idiomas.
O tema tem, por diversas vezes e ao longo das décadas, suscitado discussões. De um lado, há quem pregue que a internacionalização da Amazônia se faz necessária devido à influência global do meio ambiente. Do outro, argumenta-se que, pela própria definição do conceito de soberania, os Estados que possuem a floresta em seu território independem de ordem internacional, e só estão vinculados às normas de direito internacional que os próprios celebraram e aceitaram voluntariamente, e esse poder é supremo, próprio e não delegável. Portanto, todas as decisões do que deve ser realizado nas regiões que a floresta amazônica ocupa são dessas nações amazônicas, sejam elas: Brasil, com 79% da extensão total, seguido por Peru, Colômbia, Venezuela, Equador, Bolívia, Guiana, Suriname e Guiana Francesa.

## Soberania brasileira na floresta amazônica
Por possuir a maior parcela da floresta, costumeiramente os discursos relativos à Amazônia acabam sendo dirigidos ao Brasil. De ambos espectros da política brasileira, vê-se preocupação semelhante quando o tema é a soberania da Amazônia. [carece de fontes?]O Presidente Lula, de esquerda, ainda em 2007, enquanto ambientalistas se diziam preocupados com o avanço da produção de etanol ameaçando o meio-ambiente, declarou que "não aceitamos a ideia que está sendo passada ao mundo de que estamos plantando cana-de-açúcar na Amazônia. Primeiro, porque a Amazônia é nossa e nós, soberanamente, temos de decidir como cuidar da floresta". Já em 2019, após diversas críticas do Presidente francês Emmanuel Macron, o Presidente Bolsonaro, de direita, declarou que "não podemos aceitar que um presidente, Macron, dispare ataques descabidos e gratuitos à Amazônia, nem que disfarce suas intenções atrás da ideia de uma 'aliança' dos países do G-7 para 'salvar' a Amazônia, como se fôssemos uma colônia ou uma terra de ninguém".
A constituição de 1988 define, já em seu artigo 1.º, que a República Federativa do Brasil é formada pela união indissolúvel dos Estados e Municípios e do Distrito Federal,  e tem como fundamentos, já em seu inciso I, a soberania. Tendo isso em mente, compete somente ao Estado brasileiro as decisões sobre a região da Amazônia Legal, que compreende os estados do Acre, Amapá, Amazonas, Mato Grosso, Pará, Rondônia, Roraima e Tocantins e parte do estado do Maranhão (a oeste do meridiano de 44º de longitude oeste). Apesar de constitucional, em pesquisa divulgada pela Folha em 2019, apenas 40% da população acredita que "a Amazônia deve ser totalmente administrada pelo Brasil, de acordo apenas com o interesse do país", e 35% acreditam que "a Amazônia deve ser totalmente administrada pelo Brasil, que deve ouvir também governos e entidades internacionais". Ou seja, para 22% da população, "a Amazônia deve ser administrada por um conjunto de países e entidades internacionais".
Vista de fora como patrimônio da humanidade, diversas autoridades, de tempos em tempos, já criticaram a gestão brasileira na região, suscitando novos debates sobre a questão da internacionalização.[carece de fontes?] No século XXI, o presidente Emmanuel Macron, referiu-se aos incêndios ocorridos na Amazônia em 2019 como "nossa casa está pegando fogo", publicando, inclusive, fotos tiradas décadas atrás.
De acordo com a pesquisa da Folha, 75% dos brasileiros concorda, parcial ou totalmente, que "o interesse de outros países na Amazônia é legítimo pois ela é importante para todo o planeta e corre riscos". Porém, a mesma pesquisa aponta que 61% dos brasileiros também concorda, parcial ou totalmente, que "o interesse de outros países na Amazônia é apenas uma desculpa para poder explorá-la".[carece de fontes?]
Respondendo a ameaças quanto à soberania, e expondo o interesse dos países,[carece de fontes?] o senador Cristovam Buarque, humanista declarado, ao ser questionado sobre o assunto como tal, e não como brasileiro, respondeu, em discurso considerado histórico, que como brasileiro a Amazônia era somente dos brasileiros. Porém, como humanista, concordava que deveria ser debatida a sua internacionalização, mas somente após todos os países internacionalizarem, também, todas as riquezas importantes da humanidade, como as reservas de petróleo, o capital especulativo, os principais museus, e até a cidade de Nova York, por abrigar a sede da ONU, declarando, por fim, que "o mundo realmente precisa ser internacionalizado. Mas, enquanto não for, a Amazônia é nossa! Só nossa!"

## Teorias de conspiração sobre ameaças à soberania brasileira
Desde a década de 1980, foram criadas teorias de conspiração sobre o interesse internacional em remover do Brasil a soberania sobre a região. Oriundas, por vezes, de alguns círculos militares, algumas teorias têm origem em suspeitas infundadas, afirmações de autoridades tiradas de contexto e supostos estudos sem valor conclusivo. Críticas à má-gestão brasileira teriam, segundo seus defensores, a intenção de roubar a soberania do governo brasileiro. Jair Bolsonaro tornou-se um dos propulsores dessas teorias e, de acordo com uma análise da agência Aos Fatos, suas alegações se baseiam em três informações falsas: a primeira por vingança pelo corte de repasses do Fundo Amazônia, segundo a qual ONGs ambientalistas teriam provocado queimas propositais; a segunda por terras indígenas servirem a estrangeiros, o que justificaria o interesse internacional nas demarcações de terras indígenas; e a terceira de que o Triplo A atacaria a soberania nacional. A proposta do fundador da Fundação Gaia Amazonas, Martín von Hildebrand, porém, nunca foi implementada, nem mesmo apresentada oficialmente ao Itamaraty.